# Trofeu Baracchi
El Trofeu Baracchi és una antiga cursa ciclista italiana que es disputava en la modalitat de contrarellotge per parelles.
Entre 1941 i 1946 la cursa fou reservada als ciclistes amateurs i es disputava en línia. A partir de 1947 la cursa s'obrí als professionals, continuant els dos primers anys com a cursa en línia, per passar a disputar-se a partir de 1949 com una contrarellotge per parelles.
La darrera edició es disputà el 1991, formà part de la Copa del món de ciclisme i es disputà de manera individual.

## Palmarès
| Any  | Vencedor                                   | Segon                                | Tercer                                     |
| ---- | ------------------------------------------ | ------------------------------------ | ------------------------------------------ |
| 1944 | Michele Motta                              | Aldo Baito                           | Carlo Moscardini                           |
| 1945 | Michele Motta                              | Gelsomino Locatelli                  | Mario Fazio                                |
| 1946 | Antonio Ausenda                            | Giovanni Mangili                     | Gino Carlotti                              |
| 1947 | Sergio Maggini                             | Michele Motta                        | Luigi Malabrocca                           |
| 1948 | Giorgio Cargioli                           | Egidio Marangoni                     | Serse Coppi                                |
| 1949 | Fiorenzo Magni · Adolfo Grosso             | Antonio Bevilacqua · Guido De Santi  | Aldo Tosi · Emilio Croci-Torti             |
| 1950 | Fiorenzo Magni · Antonio Bevilacqua        | Fausto Coppi · Serse Coppi           | Giorgio Albani · Virgilio Salimbeni        |
| 1951 | Fiorenzo Magni · Giuseppe Minardi          | Gino Bartali · Ferdi Kübler          | Loretto Petrucci · Alfredo Martini         |
| 1952 | Giancarlo Astrua · Nino Defilippis         | Giuseppe Minardi · Loretto Petrucci  | Fausto Coppi · Michele Gismondi            |
| 1953 | Fausto Coppi · Riccardo Filippi            | Jacques Anquetil · Antonin Rolland   | Giancarlo Astrua · Nino Defilippis         |
| 1954 | Fausto Coppi · Riccardo Filippi            | Jacques Anquetil · Louison Bobet     | Ferdi Kübler · Hugo Koblet                 |
| 1955 | Fausto Coppi · Riccardo Filippi            | Jacques Anquetil · André Darrigade   | Jean Brankart · Marcel Janssens            |
| 1956 | Rolf Graf · André Darrigade                | Fausto Coppi · Riccardo Filippi      | Giorgio Albani · Donato Piazza             |
| 1957 | Fausto Coppi · Ercole Baldini              | Rolf Graf · Alcide Vaucher           | Aldo Moser · Oreste Magni                  |
| 1958 | Ercole Baldini · Aldo Moser                | Jacques Anquetil · André Darrigade   | Roger Rivière · Gérard Saint               |
| 1959 | Ercole Baldini · Aldo Moser                | Michele Gismondi · Diego Ronchini    | Jacques Anquetil · André Darrigade         |
| 1960 | Diego Ronchini · Romeo Venturelli          | Ercole Baldini · Aldo Moser          | Camille Le Menn · Claude Valdois           |
| 1961 | Ercole Baldini · Joseph Velly              | Giacomo Fornoni · Battista Babini    | Bas Maliepaard · Jean-Claude Lebaube       |
| 1962 | Rudi Altig · Jacques Anquetil              | Ercole Baldini · Arnaldo Pambianco   | Aldo Moser · Giuseppe Fezzardi             |
| 1963 | Joseph Velly · Joseph Novales              | Jacques Anquetil · Raymond Poulidor  | Ferdinand Bracke · Walter Boucquet         |
| 1964 | Gianni Motta · Giacomo Fornoni             | Ercole Baldini · Vittorio Adorni     | Rudi Altig · Tom Simpson                   |
| 1965 | Jacques Anquetil · Jean Stablinski         | Michele Dancelli · Pietro Scandelli  | Giuseppe Fezzardi · Tommaso de Pra         |
| 1966 | Eddy Merckx · Ferdinand Bracke             | Raymond Poulidor · Georges Chappe    | Gerben Karstens · Bart Zoet                |
| 1967 | Eddy Merckx · Ferdinand Bracke             | Jacques Anquetil · Bernard Guyot     | Peter Post · Jo de Roo                     |
| 1968 | Jacques Anquetil · Felice Gimondi          | Ole Ritter · Herman Van Springel     | Luis Ocaña Jesús Aranzábal                 |
| 1969 | Herman Van Springel · Joaquim Agostinho    | Ole Ritter · Gianni Motta            | Eddy Merckx · Davide Boifava               |
| 1970 | Gösta Pettersson · Thomas Pettersson       | Ole Ritter · Leif Mortensen          | Herman van Springel · Willy In't Ven       |
| 1971 | Luis Ocaña · Leif Mortensen                | Gösta Pettersson · Thomas Pettersson | Roger Pingeon · Bernard Thévenet           |
| 1972 | Eddy Merckx · Roger Swerts                 | Felice Gimondi · Davide Boifava      | Gösta Pettersson · Thomas Pettersson       |
| 1973 | Felice Gimondi · Martín Rodríguez          | Davide Boifava · Gösta Pettersson    | Phil Bayton · Dave Lloyd                   |
| 1974 | Francesco Moser · Roy Schuiten             | Martín Rodríguez · Gösta Pettersson  | Gerrie Knetemann · Hennie Kuiper           |
| 1975 | Francesco Moser · Gianbattista Baronchelli | Freddy Maertens · Michel Pollentier  | Gerrie Knetemann · Hennie Kuiper           |
| 1976 | Freddy Maertens · Michel Pollentier        | Francesco Moser · Roy Schuiten       | Davide Boifava · Jorgen Marcussen          |
| 1977 | Bernt Johansson · Carmelo Barone           | Freddy Maertens · Joop Zoetemelk     | Sergio Parsani · Osvaldo Bettoni           |
| 1978 | Roy Schuiten · Knut Knudsen                | Hennie Kuiper · Joop Zoetemelk       | Giambattista Baronchelli · Bernt Johansson |
| 1979 | Francesco Moser · Giuseppe Saronni         | Alfons De Wolf · Jan van Houwelingen | Bert Oosterbosch · Henk Lubberding         |
| 1980 | Fons De Wolf · Jean-Luc Vandenbroucke      | Ludo Peeters · Theo de Rooy          | Josef Fuchs · Daniel Gisiger               |
| 1981 | Daniel Gisiger · Serge Demierre            | Francesco Moser · Knut Knudsen       | Raniero Gradi · Geir Digerud               |
| 1982 | Daniel Gisiger · Roberto Visentini         | Bert Oosterbosch · Hennie Kuiper     | Stephen Roche · Jacques Bossis             |
| 1983 | Daniel Gisiger · Silvano Contini           | Hennie Kuiper · Adri van der Poel    | Tommy Prim · Alf Segersall                 |
| 1984 | Francesco Moser · Bernard Hinault          | Tommy Prim · Alf Segersall           | Daniel Gisiger · Urs Freuler               |
| 1985 | Francesco Moser · Hans-Henrik Oersted      | Daniele Caroli · Michael Wilson      | Jean-François Bernard · Benno Wiss         |
| 1986 | Giuseppe Saronni · Lech Piasecki           | Daniele Caroli · Michael Wilson      | Jesper Skibby · Rolf Sörensen              |
| 1987 | Bruno Leali · Massimo Ghirotto             | Giuseppe Saronni · Lech Piasecki     | Rolf Gölz · Czesław Lang                   |
| 1988 | Czesław Lang · Lech Piasecki               | Daniel Gisiger · Werner Stutz        | Charly Mottet · Thierry Marie              |
| 1989 | Laurent Fignon · Thierry Marie             | Maurizio Fondriest · Alan Peiper     | Gianni Bugno · Sean Kelly                  |
| 1990 | Rolf Gölz · Tom Cordes                     | Zenon Jaskula · Joachim Halupczok    | Sean Yates · Dag-Otto Lauritzen            |
| 1991 | Tony Rominger                              | Erik Breukink                        | Thomas Wegmüller                           |